# Pálpatak
Pálpatak (románul: Păuloaia) falu Romániában, Maros megyében.

## Története
Görgényszentimre község része. A trianoni békeszerződésig Maros-Torda vármegye Régeni alsó járásához tartozott.

## Népessége
2002-ben 269 lakosa volt, ebből 268 román és 1 magyar nemzetiségű.

## Vallások
A falu lakói közül 237-en ortodox, 3-an római katolikus, 5-en görögkatolikus hitűek és 24 fő pünkösdista.